# Синцовская (Шенкурский район)
Синцовская — нежилая деревня в Шенкурском районе Архангельской области. Входит в состав муниципального образования «Ровдинское».

## География
Деревня расположена в южной части Архангельской области, в таёжной зоне, в пределах северной части Русской равнины, в 55 километрах на юг от города Шенкурска, на левом берегу реки Пуя, притока Ваги. Ближайшие населённые пункты: на юге деревня Щебневская.
Часовой пояс
Синцовская, как и вся Архангельская область, находится в часовой зоне МСК (московское время). Смещение применяемого времени относительно UTC составляет +3:00.

## Население
| 2002 | 2010 | 2012 |
| ---- | ---- | ---- |
| 6    | ↘4   | ↘0   |

## История
Указана в «Списке населённых мест по сведениям 1859 года» в составе Шенкурского уезда(1-го стана) Архангельской губернии под номером «2077» как «Синцова». Насчитывала 9 дворов, 34 жителя мужского пола и 32 женского.
В «Списке населенных мест Архангельской губернии к 1905 году» деревня Синцовская(Синицина) насчитывает 22 двора, 78 мужчин и 91 женщину.  В административном отношении деревня входила в состав Суландского сельского общества Ровдинской волости.
На 1 мая 1922 года в поселении 34 двора, 55 мужчин и 86 женщин.